# José Manuel Ochotorena
José Manuel Ochotorena Santacruz (Hernani, Guipúzcoa, 16 de enero de 1961) es un exfutbolista español que jugaba de portero. Debutó en el Real Madrid en 1982, y actualmente es el entrenador de los porteros del Valencia CF.

## Trayectoria como jugador

### Real Madrid
Empezó su carrera en el filial del Real Madrid. A raíz de una huelga de los futbolistas de profesionales, debutó en el primer equipo del Real Madrid en la Primera división española en 1982, en un partido contra el CD Castellón.
La temporada 1984/85 pasó a formar parte del primer equipo del Real Madrid como portero suplente de Miguel Ángel, aunque jugó de titular la final de la Copa de la Liga de ese año, ganada por el club blanco al Atlético de Madrid.
La temporada siguiente, con la retirada de Miguel Ángel, pasó a ser el portero titular, aunque se perdió una parte del campeonato por lesión. La temporada 1986/87, Francisco Buyo le desplazó de la titularidad.
Además de la citada Copa de la Liga, con el Real Madrid ganó tres ligas y dos Copas de la UEFA, aunque prácticamente sin jugar.

### Valencia CF
Ante la falta de oportunidades, en el verano de 1988 fichó por el Valencia CF, donde alcanzaría su mejor nivel. Su mejor temporada fue la 89/90, en la que el Valencia CF fue subcampeón de liga, siendo Ochotorena el portero menos goleado del campeonato. Esa misma temporada su buen rendimiento le abrió las puertas de la selección española, con que fue al Mundial de 1990.

### Tenerife, Logroñés y Racing
Desde entonces empezó su declive. Perdió la titularidad en el Valencia CF en la recta final de la temporada 1990/91. Tras un año en blanco, abandonó el club el verano de 1992. Antes de retirarse en 1998 pasó por el Tenerife, el Logroñés y el Racing de Santander, y de regreso al CD Logroñés, tras un año en blanco, como entrenador de porteros y con ficha de jugador, donde fue convocado en algún partido.
En su primera etapa como portero del CD Logroñés volvió a demostrar su valía como portero y recibió un trofeo al mejor jugador del equipo, aunque sus lesiones en la rodilla y una conmoción cerebral en un partido contra la Real Sociedad no le dejaron disputar más de 20 partidos.
El CD Logroñés descendió a segunda división y Ochotorena fichó por el Racing de Santander mientras el eterno suplente de Ceballos, Francisco Javier Pinillos, recaló en las filas riojanas.
En el Racing, Ochotorena jugó cinco partidos, cuatro de ellos de copa y el último partido de liga contra el equipo de su tierra, la Real Sociedad, que terminó ganando 2-3.
Tras un año sin equipo pese a algunas ofertas en Sudamérica y también del San Pedro de Alcántara (2a B) que rechazó, Ochotorena recaló en el Logroñés que había vuelto a bajar a 2a división A. Ahí tuvo ficha de jugador y fue convocado algún partido, pero no logró disputar ninguno más pues a partir de entonces desarrollaría la función de entrenador de porteros llegando a ser considerado con los años el mejor del mundo.

### Selección nacional
Con la selección de fútbol de España ha sido internacional en una ocasión. Fue en un partido amistoso contra Polonia disputado el 20 de septiembre de 1989 en La Coruña. Fue un debut más bien simbólico, ya que Ochotorena sólo saltó al campo para jugar los últimos 10 minutos del encuentro.
Fue uno de los integrantes de la Selección de España que participó en el Mundial de Italia 90, como uno de los porteros suplentes de Andoni Zubizarreta.

## Trayectoria como entrenador de porteros

### Valencia CF
Tras retirarse, regresó al Valencia CF para convertirse en entrenador de porteros, compaginando esta misma actividad en la selección española. 

### Liverpool FC
Posteriormente se marchó al Liverpool FC de la liga inglesa, equipo al que llegó en verano de 2004 de la mano de Rafael Benítez. 

### Regreso al Valencia
En el verano de 2007 volvió al Valencia CF para desarrollar las mismas funciones. Paralelamente a trabajar en los clubes, también trabajaba como entrenador de porteros en la Selección de fútbol de España.

### Selección española
Comenzó su labor en la selección española durante la preparación la Eurocopa del 2004, en el año 2021 dejó el cargo.
Durante su estancia la selección obtuvo sus mayores logros: dos Eurocopas y un Mundial.

## Palmarés

### Campeonatos nacionales
| Título          | Club        | País   | Año  |
| --------------- | ----------- | ------ | ---- |
| Copa de la Liga | Real Madrid | España | 1985 |
| Liga Española   | Real Madrid | España | 1986 |
| Liga Española   | Real Madrid | España | 1987 |
| Liga Española   | Real Madrid | España | 1988 |

### Copas internacionales
| Título          | Club        | País   | Año  |
| --------------- | ----------- | ------ | ---- |
| Copa de la UEFA | Real Madrid | España | 1985 |
| Copa de la UEFA | Real Madrid | España | 1986 |

### Distinciones individuales
| Distinción    | Año  |
| ------------- | ---- |
| Trofeo Zamora | 1989 |